# 모르테자 푸랄리간지
모르테자 푸랄리간지(페르시아어: مرتضی پورعلی‌گنجی, 1992년 4월 16일 ~ )는 이란의 축구 선수로 포지션은 중앙 수비수이며 현재 페르시안 걸프 프로리그의 페르세폴리스에서 활약하고 있다.

## 축구인 경력

### 클럽 경력
나프트 테헤란의 유소년 팀을 거쳐 2010년 프로 무대에 데뷔하였다.
2015년 2월 중국 슈퍼리그의 톈진 테다와 1년 계약을 체결하였다. 같은 해 4월 8일 허난 젠예와의 경기에서 데뷔전을 치렀고 6월 4일엔 광저우 헝다를 상대로 중국 무대 데뷔골을 기록하였다. 시즌 종료와 함께 톈진과의 계약이 만료되자 팀을 떠났다.
2016년 1월 8일 이정수의 대체자로 알사드로 이적하였다. 그는 사비 에르난데스와 같이 뛸 수 있는 기회라는 것이 유럽과 중국 클럽들의 이적 제의를 뿌리치고 알사드를 택한 이유 중 하나라고 밝히기도 하였다.

### 국가대표 경력
푸랄리간지는 이란의 각 급 대표팀을 거치며 2009 FIFA U-17 월드컵과 2014 인천 아시안 게임 등에 출전하였다.
아시안 게임이 종료된 후 성인 대표팀의 유럽 전지 훈련에 소집되었다. 2015년 1월 4일 이라크와의 경기에서 A매치 데뷔전을 치렀고, 이어진 아시안컵 조별 라운드에서 역시 이라크를 상대로 A매치 데뷔골을 기록하였다.